# Lloyd Arthur Eshbach

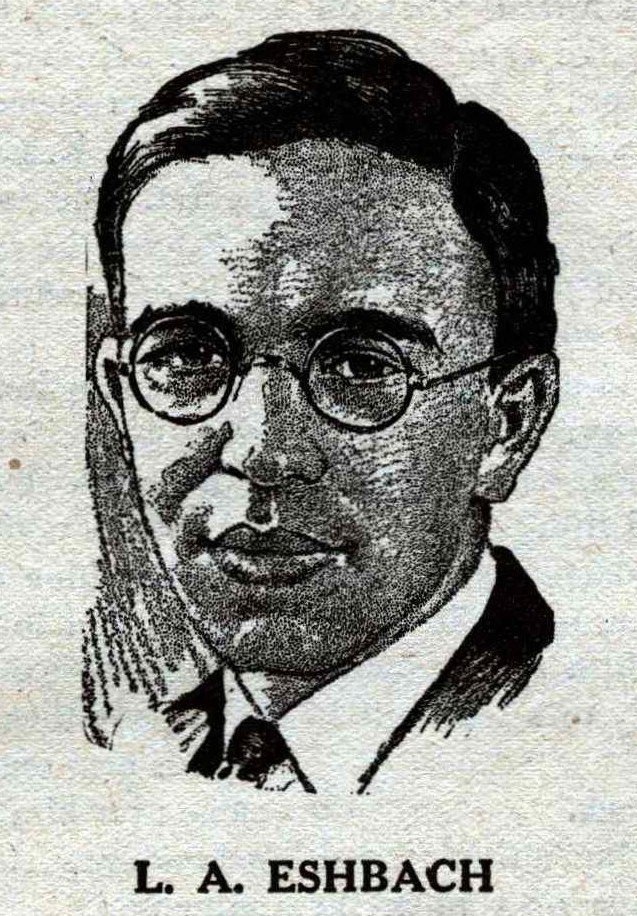
Wonder Stories, July 1932

Lloyd Arthur Eshbach (* 20. Juni 1910 in Palm, Pennsylvania; † 23. Oktober 2003 in Myerstown, Pennsylvania) war ein amerikanischer Science-Fiction-Verleger, Herausgeber und -Autor.

## Leben
Eshbach wurde als fünftes von sechs Kindern der Katheryn und des Oswin Eshbach geboren. Er wuchs in Reading in Pennsylvania auf. 1926 verließ er 15-jährig die Schule, um zu arbeiten, und entdeckte im örtlichen Buchshop die erste Ausgabe von Amazing Stories. Science Fiction fesselte ihn fortan.
Er begann Fan-Post zu schreiben, verfasste bald schon eigene Geschichten und 1928 gelang es ihm, die Kurzgeschichte The Voice from the Ether an Amazing zu verkaufen, die allerdings er 1931 erschien. In den folgenden Jahren veröffentlichte er weitere Geschichten, war 1934/1935 Mitherausgeber von William L. Crawfords kurzlebigem SF-Magazin Marvel Tales und gründete zur gleichen Zeit eine eigene Zeitschrift, The Galleon, für die er H. P. Lovecraft um Beiträge bat, der ihm eine Erzählung und zwei Gedichte schickte.
Als Mitglied des First Fandoms nahm er regen Anteil an der sich entwickelnden Science-Fiction-Subkultur. 1939 besuchte er die erste Worldcon und nahm in der Folge auch weiter über Jahrzehnte an vielen verschiedenen Conventions teil. So war er Ehrengast der Worldcon 1949 und der World Fantasy Convention 1995.
Nach dem Zweiten Weltkrieg näherte sich die große Zeit der Pulp-Magazine ihrem Ende, und Science-Fiction-Romane begannen als Bücher zu erscheinen, was Eshbach auf die Idee brachte, selbst Verleger zu werden. Er gründete Fantasy Press, einen der ersten auf Science-Fiction spezialisierten Buchverlage. Hier erschienen ab 1947 Werke von E. E. Smith, Jack Williamson, Robert A. Heinlein, John W. Campbell, Lyon Sprague de Camp, A. E. van Vogt und anderen, teilweise Werke, die zuvor in Magazinen erschienen und nun kaum mehr greifbar waren, wie etwa van Vogts The Book of Ptath. Vor allem aber erschienen hier die Bände des Lensmen-Zyklus, E. E. Smiths klassischer Space Opera, in Erstausgabe bzw. überarbeiteter Fassung.
Eines der ersten bei Fantasy Press erschienenen Bücher war 1947 Of Worlds Beyond, das als erstes Sekundärwerk der Science-Fiction gilt. In sieben Essays gaben Robert A. Heinlein, Eric Temple Bell, Jack Williamson, A. E. van Vogt, Edward E. Smith, Lyon Sprague de Camp und John W. Campbell Hinweise und Insiderinformationen für angehende SF-Autoren und lieferten dem Leser aufschlussreiche Einblicke in die Arbeitsweise von SF-Verlagen und -Magazinen.
Eine weitere Besonderheit der Publikationen von Fantasy Press war, dass viele Titel in einer nummerierten und signierten Vorzugsausgabe erschienen. 1952 gründete Eshbach Polaris Press als Imprint von Fantasy Press, dort erschienen aber nur 1952 und 1953 je ein Titel. 1958 verkaufte Eshbach die Lagerbestände von Fantasy Press an den Verleger Donald M. Grant. Bis dahin hatte er knapp 60 Titel verlegt, darunter einige Klassiker der SF und Fantasy.
Seine Erinnerungen an seine Zeit als Verleger, seine Kontakte zu anderen SF-Kleinverlagen der ersten Stunde wie Gnome, Shasta, Grant, Prime, FPCI, Arkham House und die Welt des frühen Fandoms beschreibt Eshbach inn seinen 1982 erschienenen Memoiren Over My Shoulder: Reflections on a Science Fiction Era. In dieser Autobiographie zitiert er auch L. Ron Hubbard, 1949 noch Science-Fiction-Autor mittleren Ranges und späterer Gründer der Church of Scientology mit den Worten: „Ich hätte Lust, eine Religion zu gründen. Da steckt Geld drin.“
Der Begriff Speculativ Fiction soll auf Eshbach zurückgehen. Im Versuch, das entstehende neue Genre in Science Fiction und Fantasy zu trennen, machten Heinlein und Eshbach den Vorschlag, letztere als Speculativ Fiction zu bezeichnen. Dies hätte an der Abkürzung SF nichts geändert, womit dann beide Bereiche hätten bezeichnet werden können. Dieser Vorschlag setzte sich aber nicht durch.
Von 1958 bis 1962 war Eshbach Verleger von Kirchenliteratur und von 1962 bis zu seiner Pensionierung 1975 arbeitete er als Verkäufer für das Moody Bible Institute in Chicago.
Nach seiner Pensionierung wurde er Pastor in der Evangelical Congregational Denomination und arbeitete in den Gemeinden der Mount Culmen Evangelical Congregational Church nahe Bowmansville, der First Evangelical Congregational in Reading und der Trinity Evangelical Congregational Church in Womelsdorf.
Die meisten seiner Texte waren in den 1930er Jahren erschienen, danach veröffentlichte er nur noch einige vereinzelte Kurzgeschichten, wurde aber nach seiner Pensionierung erneut schriftstellerisch aktiv und schrieb in den 1980er Jahren die Tetralogie Lucifer's Gates, deren letzter Band Scroll Of Lucifer 1990 herauskam.
Als Eshbach am 23. Oktober 2003 93-jährig verstarb, hinterließ er einen Sohn, fünf Enkelkinder und zehn Urenkel.

## Auszeichnungen
- 1985: Compton Crook Award Platz 9 für The Land Beyond the Gate
- 1988: First Fandom Hall of Fame Award
- 1988: Gallun Award der I-CON
- 1988: Milford Award für das Lebenswerk als Verleger und Herausgeber
- 1990: 3rd Annual Collectors Award in der Kategorie Lifetime Collectors

## Bibliographie
Lucifer's Gates (Romanserie)
- The Land Beyond The Gate (1984)
- The Armlet Of The Gods (1986)
- The Sorceress Of Scath (1988)
- The Scroll Of Lucifer (1990)

Romane
- mit Edward E. Smith: Subspace Encounters (Subspace #2, 1983)

Sammlungen
- Tyrant of Time (1955)

Kurzgeschichten
- The Man with the Silver Disc (1930)
- The Invisible Destroyer (1930)
- The Gray Plague (1930)
- The Valley of Titans (1931)
- A Voice from the Ether (1931)
- The Light from Infinity (1932)
- The Time Conqueror (1932, auch als The Tyrant of Time)
- The Beast Men (1933)
- On Board the Space Ship Terra (1934)
- The Man with the Hour Glass (1934)
- The Brain of Ali Kahn (1934)
- The Elfin Lights (1935)
- The Kingdom of Thought (1935)
- The Meteor Miners (1935)
- Isle of the Undead (1936)
- The Outpost on Ceres (1936)
- The Scroll of Valoki (1938)
- Out of the Past (1938)
- The Place of Orchids (1939, auch als The God That Science Made)
- Mutineers of Space (1939)
  - Deutsch: Rächer vom Jupiter. Pabel (Utopia #97), 1957.
- Dust (1939)
- Three Wise Men (1939)
- Singing Blades (1940)
- The Cauldron (1940, auch als The Cauldron of Life)
- The Shadows from Hesplon (1940)
- The Hyper Sense (1941)
- God of Light (1944, auch als The Light from Beyond)
- Out of the Sun (1948)
- Overlord of Earth (1950)
- Spaceways Incident (1955)
- The City of Dread (1955)
- The Fuzzies (1957)
- Sister Abigail's Collection (1988)
- Wodan’s Army (1989)

Sachliteratur
- Of Worlds Beyond : The Science of Science Fiction Writing (als Herausgeber, 1947)
- Over My Shoulder : Reflections on a Science Fiction Era (1983)